# Рублёв, Георгий Львович
Георгий Львович Рублёв (4 марта 1916, Баку — 30 июня 1955, Москва) — русский советский поэт-песенник, драматург.

## Биография
Родился в семье Льва Яковлевича (Лейба Срулевича) Рублёва (1882—1937), уроженца Николаева из семьи оргеевского мещанина, и его жены Софьи Израилевны (1892—1962). Отец работал помощником начальника отдела сбыта в Главном управлении энергетической промышленности Наркомата тяжёлой промышленности СССР, был арестован и расстрелян 3 августа 1937 года.
Георгий Рублёв — автор песен «Севастопольский вальс» (музыка К. Я. Листова), «Трое любимых» (музыка Ильи Жака), «Вальс дружбы» (музыка Арама Хачатуряна), «Чудесно живётся» (музыка Аркадия Островского, 1952), «Песня о чекистах» (музыка Николая Речменского), «Нам открыты все пути» (музыка Аркадия Островского), «Песня о родной стране» (музыка Анатолия Лепина), «Ариозо матери» из кантаты «Нам нужен мир» (музыка А. Новикова), «Подарок Сталину от девочки из Вьетнама» (музыка З. Левиной), «Песня о китайском мальчике» (музыка З. Левиной), «Песня французского докера» (на музыку Никиты Богословского), «Слава отважным», «Письмо Наркому», «Песня о героях», «Жена командира», «Победоносная».
Написал пьесы «В дни мира» («Сёстры», с А. Ирининым, 1948), «Пропал без вести» (в 3-х действиях, 7 картинах, 1942), «Строгая любовь» (в 4-х действиях, 8 картинах, с А. Свириным, 1950), сценарии «Боевой киносборник № 10» (1942) и «Сказочное происшествие на письменном столе» («Как в сказке», 1954).
Георгий Рублёв скончался в Москве, похоронен на Донском кладбище (уч. 4).

## Семья
Жена Антонина Николаевна работала в Союзе писателей СССР, вторым браком замужем за поэтом и переводчиком Марком Максимовым.

## Книги
- Баллада о жизни: Стихи, баллады, песни; [Вступит. статья А. Кронгауз]. — М.: Советский писатель, 1957. — 128 с.; портр. — 5000 экз.

## Нотные издания
- Пионеры едут в лагеря (музыка Льва Солина). — М.: Музгиз, 1955.
- Севастопольский вальс: Для среднего голоса с фортепиано (музыка К. Я. Листова). — М.: Музфонд СССР, 1956.
- Голос сердца отдадим: Для голоса и хора с сопровождием баяна (музыка Е. Курашова). — Якутск, 1957.
- Ариозо матери из кантаты «Нам нужен мир»: Для меццо-сопрано в сопровождении фортепиано: des. 1—ges. 2 (музыка А. Г. Новикова). — М.: Музгиз, 1963.
- Мать (Из поэмы «Нам нужен мир»): Для среднего голоса в сопровождении фортепиано: des 1—ges. 2 (музыка А. Г. Новикова). — М.: Музыка, 1964.
- Ариозо матери из кантаты «Нам нужен мир»: Для голоса в сопровождении фортепиано: d. 1—ges. 2. (музыка А. Г. Новикова). — М.: Музыка, 1965.
- Ариозо матери из кантаты «Нам нужен мир»: Для голоса в сопровождении фортепиано: d. 1-ges. 2. (музыка А. Г. Новикова). — М.: Музыка, 1967.
- Нам нужен мир: Поэма для чтеца, солистов, смешанного хора и оркестра (музыка А. Г. Новикова). — М.: Музыка, 1977.